# Seth Godin
Seth Godin (* 10. července 1960, Mount Vernon, New York, USA) je americký autor knih z oblasti marketingu. Je znám jako marketér, řečník, podnikatel a spisovatel.
Proslavil se především díky svému blogu, který spravuje již od roku 2002. Populární je také díky vystoupením v rámci konferencí TED a marketingovým úspěchům a inovacím.

## Život
Vystudoval informatiku na Tuftově Univerzitě a získal titul MBA na Stanford Graduate School of Business. V 90. letech založil startup Yoyodyne, kde přišel s myšlenkou online marketingu. Když za několik let kupovalo tento projekt Yahoo, stal se i Godin součástí této firmy, a to jako viceprezident pro přímý markerting. Yahoo pak opustil, aby se mohl věnovat vlastní kariéře. Začal psát knihy o marketingu, přednášet o něm na konferencích a zároveň psát svůj blog.
Je také zakladatelem projektu Squidoo pro tvorbu jednoduchých webových stránek.

## TED
Seth Godin je známý také díky svým vystoupením na konferencích, například v rámci projektu TED. Jeho nejsledovanější video bylo zhlédnuto více než 3 600 000 uživateli. Godin v něm vypráví o šíření nových myšlenek a nápadů a také o reklamě a ukazuje, proč jsou špatné nebo šílené produkty mnohem úspěšnější než ty nudné.